# Despoina (mytologi)
Despoina ('Härskarinnan') var en grekisk gudinna, dotter till Demeter och Poseidon, helsyster till Arion och halvsyster till Persefone, som hade Zeus till far.  
Despoina blev till när Demeter vandrade på jorden och sökte efter sin äldsta, bortrövade dotter, Persefone. Under hennes färd åtråddes hon av Poseidon, och tog formen av ett sto för att undvika honom, men han förvandlade sig då till en hingst och parade sig med henne. Demeter födde sedan hästen Arion och gudinnan Despoina. Despoina var en av centralfigurerna i Demeters kult i Arkadien. Hennes verkliga namn fick inte avslöjas för utomstående och hon kallades därför enbart för Despoina, "Härskarinnan", precis som Persefone länge kallades enbart Kore, det vill säga "Flickan". Hon dyrkades jämsides med sin mor i Lycosura och Akakesion.
Despoinas ursprung är föremål för många teorier. Kulten av henne tycks vara mycket gammal och härstamma från förgrekisk, minoisk tid, och mykenska inskriptioner nämner hennes namn på Knossos. Hon spekuleras ha varit den ursprungliga gudinna som dyrkades på det minoiska Kreta.  
Despoina var även en vanlig titel för gudinnor, särskilt Afrodite, Persefone, Demeter och Hekate.
Despina har fått sitt namn efter gudinnan. 